# Jorge González Díaz
Jorge González Díaz, més conegut com a Yordi (San Fernando, 14 de setembre de 1974) és un futbolista andalús que juga com a davanter.

## Trajectòria esportiva
Ha jugat tant a Primera com a Segona Divisió amb el Sevilla FC, l'Atlètic de Madrid (on va formar part més del filial que del primer equip), el Reial Saragossa, on va destacar per la seua capacitat golejadora, RCD Mallorca, Getafe CF, Xerez CD o Córdoba CF. També va militar a la Premier League anglesa a les files del Blackburn Rovers.